# Kšeft za všechny prachy
Kšeft za všechny prachy (anglicky Big Business) je americká filmová komedie z roku 1988 režírovaná Jimem Abrahamsem. Jeho námětem je záměna dvojčat.

## Děj
V roce 1940 se malém americkém městečku Jupiter Hollow narodí během jedné noci dva páry jednovaječných dvojčat, jeden pár bohatým podnikatelům, druhý chudým místním lidem. Sestra ale dvojčata zamění tak, že rodiče si odnesou jedno své a jedno cizí dítě.
Po 40 letech chce dcera podnikatelů zavřít farmu v Jupiter Hollow, ale dcery místních chudých - farmářky jsou proti a snaží se tomu zabránit. Později se ukáže, jak moc si jsou dcery podnikateů a farmářky podobné a chtějí toho využít k zabránění zavření farmy. K tomu jim dopomůže sestra dcery podnikatelů, kterou farmářky přesvědčí, aby jim pomohla.
Ve filmu se objeví více jednovaječných dvojčat, než jenom hlavní hrdinky, na konci filmu se objeví dokonce jednovaječná trojčata.

## Obsazení
| Bette Midler    | Sadie Ratliff a Sadie Shelton (dvojrole) |
| Lily Tomlin     | Rose Ratliff a Rose Shelton (dvojrole)   |
| Fred Ward       | Roone Dimmick                            |
| Edward Herrmann | Graham Sherbourne                        |
| Michele Placido | Fabio Alberici                           |
| Daniel Gerroll  | Chuck                                    |
| Barry Primus    | Michael                                  |
| Michael Gross   | Dr. Jay Marshall                         |
| Deborah Rush    | Binky Shelton                            |
| Nicolas Coster  | Hunt Shelton                             |
| Patricia Gaul   | Iona Ratliff                             |
| J. C. Quinn     | Garth Ratliff                            |
| Norma MacMillan | Nanny Lewis                              |
| Joe Grifasi     | recepční                                 |
| John Vickery    | ředitel hotelu                           |